# Phon-Ek Jensen
Phon-Ek Jensen (thailändisch พลเอก มณีกร, * 30. Mai 2003 in Songkhla) ist ein thailändisch-dänischer Fußballspieler.

## Karriere

### Verein
Phon-Ek Jensen erlernte das Fußballspielen in den dänischen Jugendmannschaften vom Bredballe IF und dem Vejle BK. Im Januar 2022 ging er nach Thailand, wo er einen Vertrag beim Erstligisten Suphanburi FC unterschrieb. Sein Erstligadebüt für den Klub aus Suphanburi gab Phon-Ek Jensen am 15. Januar 2022 (17. Spieltag) im Auswärtsspiel gegen den PT Prachuap FC. Hier stand er in der Startelf und wurde in der 90. Minute gegen Weerawut Kayem ausgewechselt. Suphanburi gewann das Spiel 2:1. Am Ende der Saison 2021/22 belegte er mit dem Verein aus Suphanburi den 16. Tabellenplatz und musste somit in die zweite Liga absteigen. Nach dem Abstieg verließ er Suphanburi und schloss sich im August 2022 dem Drittligisten Pattaya Dolphins United an. Mit dem Verein aus dem Seebad Pattaya spielte er in der Eastern Region der Liga. Am Ende der Saison wurde er mit Pattay Meister der Region und stieg in die zweite Liga auf. Nach insgesamt 27 Ligaspielen für die Dolphins wechselte er im Januar 2024 zum Erstligisten PT Prachuap FC.

### Nationalmannschaft
Phon-Ek Jensen spielte 2022 viermal in der thailändischen U19-Nationalmannschaft. Hier kam er im Rahmen der ASEAN U19 Meisterschaft zum Einsatz. 2024 gab er sein Debüt in der U23-Mannschaft. Hier kam er im Rahmen der WAFF U23 Meisterschaft in Indonesien zum Einsatz.

## Erfolge
Pattaya United FC
- Thai League 3 – East: 2022/23